# Al-Yamama
Al-Yamama (àrab: اليمامة, al-Yamāma) és una ciutat i antic districte del centre d'Aràbia. El districte estava centrar a la ciutat d'Al-Yamama a uns 70 km al sud-est de la capital Riad, a la regió d'Al-Kharj avui en la via fèrria que va d'Al-Riyad a Dhahran. La ciutat és una població menor que el 1980 no arribava als 50.000 habitants. El nom Yamama seria un singular derivat del plural yamam que vol dir coloms (salvatges; els domèstics es diuen hamam).
A l'inici de l'islam al-Yamama era una regió al centre d'Aràbia que tenia per centre a Hajr, segons explica Yaqut. Els Banu Hanifa de la Yamama van enviar una delegació al profeta, aleshores a Medina, clan dirigit per Mussàylima ibn Habib al-Hanafi, després conegut com al-Kadhdhab (el Gran Mentider); a la tornada a la Yamama, Mussàylima, que havia adoptat l'islam, va fer apostasia i es va declarar a si mateix un profeta; la tribu fou autoritzada a beure vi i a no fer oracions; la lluita dirigida per Khàlid ibn al-Walid va acabar amb la mort de Mussàylima i la conquesta d'al-Yamama el 632.
Posteriorment al-Kharj és esmentat com una població de la Yamama (i acabarà donant el nom a la regió). Al-Hamdaní esmenta mines d'or i plata; el centre del districte i principal d'al-Yamama l'esmenta com a Hajr, i diu que era la seu dels emirs. Al segle ix hauria agafat el poder la dinastia dels Banu Ukhayr. Al segle xi el viatger persa Nasir-i Khusraw va visitar el país de la Yamama on parla d'una gran fortalesa antiga, i d'un mercat i una mesquita; diu que els emirs eren alides zaydites i que disposaven d'una força de 300 o 400 cavallers.
Posteriorment el nom de Yamama s'utilitza més aviat per designar el districte, però progressivament la ciutat principal i capital agafa el nom d'al-Yamama. Al segle xix al-Yamama només era una ciutat i la regió s'anomenava al-Kharj, sent un subdistricte del Najd. Vers 1865 la ciutat tenia uns 6.000 habitants.
La dinastia saudita ha conservat el record de la Yamama, i el palau de govern a Al-Riyad s'anomena Palau de Yamama.